# Nils-Bertil Dahlander
Nils-Bertil „Bert“ Dahlander (* 13. Mai 1928 in Mölndal; † 6. Juni 2011 in Mesquite, Nevada, USA) war ein schwedischer Jazz-Schlagzeuger.

## Leben
Nils-Bertil Dahlander erhielt Unterricht in Klavier und Violine, studierte an der Juilliard School of Music in New York, arbeitete zunächst in einer Radioband, die von Thore Ehrling geleitet wurde. 1951 und 1952 war er an Aufnahmen von Lars Gullin beteiligt. 1953 nahm er die Single Undecided (Harmoni) auf, mit seinem Quartett aus Scott Lunde (Piano), Ivar Børsum (Bass) und Sune Svensson (Vibraphon), mit dem er auch in den USA spielte und dort mit Terry Gibbs arbeitete. In Europa spielte er 1956 mit Chet Baker zusammen, 1956/57 erneut mit Gullin. 1957 weilte er wieder in den USA bei Gibbs und Teddy Wilson, 1965 bei Earl Hines. 1966 ging er zu Ralph Sutton nach Aspen, Colorado, dort spielte er auch mit Peanuts Hucko und nahm an verschiedenen Colorado Jazz Party-Konzerten teil. Er nahm auch eigene Kompositionen, schwedische Walzer als Bossa Nova im Dreivierteltakt bearbeitet, auf. Außerdem war er an Aufnahmen von Toshiko Akiyoshi beteiligt. Dahlander spielte im Laufe seiner Karriere auch mit Musikern wie Malte Johnson, Sune Waldehorn, Rune Gustafsson, Rolf Ericson, Lester Young, Wardell Gray, Sonny Stitt, Sonny Rollins, Lars Gullin, Harry Arnold und Zoot Sims. Während der 1970er Jahre spiele Dahlander häufig  in Finnland und Schweden, 1973 nahm er erneut mit Earl Hines ein Reunion-Album auf. In den 1990er Jahren war er noch an Aufnahmen von Kenneth Arnström (Jazz Feeling, 1997) und Jesper Thilo (Flying Home, 1999) beteiligt. Er trat kurze Zeit in den 1950er Jahren auch unter dem Namen „Bert Dale“ auf.